# Overjoyed
Overjoyed – utwór brytyjskiego indierockowego zespołu Bastille, który znalazł się na ich debiutanckim albumie studyjnym, zatytułowanym Bad Blood. Utwór wydany został 19 sierpnia 2012 roku przez wytwórnię Virgin Records jako pierwszy singel z debiutanckiej płyty. Twórcą tekstu piosenki jest Dan Smith, który wraz z Markiem Crew zajął się jego produkcją. Do singla nakręcono także teledysk, a jego reżyserem był Courtney Phillips. Utwór był notowany na 29. miejscu na liście Official Streaming Chart w Wielkiej Brytanii. Znalazł się także na dwóch minialbumach grupy: Laura Palmer EP oraz Haunt EP.

## Pozycje na listach przebojów
| Kraj            | Lista (2013)             | Pozycja |
| --------------- | ------------------------ | ------- |
| Wielka Brytania | Official Streaming Chart | 29      |